# والس در سی مینور، اپوس ۶۹ شماره ۲ (شوپن)
والس اپوس ۶۹ شماره ۲ در سال ۱۸۲۹ و توسط فردریک شوپن ۱۹ ساله برای پیانو نوشته شد. با اینحال این اثر، در کنار والس اپوس ۶۹ شماره ۱، در سال ۱۸۵۵ و پس از مرگ آهنگساز منتشر شد.تم اصلی این قطعه در گام سی مینور و تمپو کلی آن مدراتو هست.
این اثر فضای غمگینی دارد و از سه ملودی و بخش متفاوت تشکیل شده هست؛ که به گام سی ماژور تغییر می‌یابد و دوباره به تم اصلی بازمی‌گردد. این قطعه از جمله آثاری بود که شوپن آرزو داشت پس از مرگش سوزانده شود.